# أندري سيابوترا
أندري سيابوترا، لاعب كرة قدم قطري من أصول إندونيسية في نادي الغرافة في دوري نجوم قطر .

## مسيرة اللاعب
لعب في الفئات السنية في نادي الخور ونادي الغرافة وبدأ في الفريق الأول في نادي الغرافة في عام 2017 و أعير إلى نادي معيذر في عام 2023.

## روابط خارجية
- أندري سيابوترا على موقع قاعدة بيانات كرة القدم.إي يو (الإنجليزية)
- أندري سيابوترا على موقع Soccerway.com (الإنجليزية)